# یواس‌اس تاسکارورا (۱۸۶۱)
یواس‌اس تاسکارورا (۱۸۶۱) (به انگلیسی: USS Tuscarora (1861)) یک کشتی بود که طول آن ۱۹۸ فوت ۶ اینچ (۶۰٫۵۰ متر) بود. این کشتی در سال ۱۸۶۱ ساخته شد.